# Airco DH.2
Airco DH.2 là một loại máy bay động cơ đẩy hai tầng cánh, có nhiệm vụ như một máy bay tiêm kích trong Chiến tranh thế giới I.

## Quốc gia sử dụng
Anh Quốc
- Quân đoàn Không quân Hoàng gia

## Tính năng kỹ chiến thuật (DH.2)
Dữ liệu lấy từ Warplanes of the First World War - Fighters Volume One
Đặc điểm tổng quát
- Tổ lái: 1
- Chiều dài: 25 ft 2½ in (7,69 m)
- Sải cánh: 28 ft 3 in (8,61 m)
- Chiều cao: 9 ft 6½ in (2,91 m)
- Diện tích cánh: 249 ft² (23,13 m²)
- Trọng lượng rỗng: 942 lb (428 kg)
- Trọng lượng cất cánh tối đa: 1.441 lb (654 kg)
- Động cơ: 1 × Gnome Monosoupape, 100 hp (75 kW)

 Hiệu suất bay 
- Vận tốc cực đại: 93 mph (150 km/h) trên mực nước biển
- Tầm bay: 250 mi (400 km)
- Trần bay: 14.000 ft (4.265 m)
- Vận tốc leo cao: 545 ft/phút (166 m/phút)
- Tải trên cánh: 5,79 lb/ft² (28,3 kg/m²)
- Công suất/trọng lượng: 0,069 hp/lb (110 W/kg)
- Thời gian bay 2¾ h
- Lên độ cao 5.000 ft (1.500 m) 24 phút 45 giây

Trang bị vũ khí

1 × Súng máy Lewis.303 in (7,7 mm)